# Taça de Portugal 2000-2001
La Taça de Portugal 2000-2001 è stata la 61ª edizione del torneo. La coppa venne vinta dal Porto in finale contro il Marítimo per 2-0. Per i Dragões si trattò del secondo successo consecutivo e dell'undicesimo totale nella coppa nazionale.

## Ottavi di finale
| Locali (C)            | Risultato | Ospiti (C)         |
| Sporting Lisbona (PL) | 2 - 0     | Nacional (PL)      |
| Farense (PL)          | 0 - 1     | Marítimo (PL)      |
| Porto (PL)            | 4 - 0     | Benfica (PL)       |
| Moreirense (LH)       | 5 - 2     | Estoril Praia (PL) |
| Penafiel (LH)         | 0 - 1     | Boavista (PL)      |
| Bragança (II)         | 3 - 2     | Rio Ave (III)      |
| Famalicão (LH)        | 2 - 1     | Gil Vicente (PL)   |

| - C - campionato nel quale la squadra gioca |  | - III - III Divisione - II - II Divisione - LH - Liga de Honra - PL - Primeira Liga |

## Quarti di finale
| Locali (C)          | Risultato | Ospiti (C)            |
| Moreirense (LH)     | 1 - 2     | Boavista (PL)         |
| Bragança (II)       | 1 - 2     | Porto (PL)            |
| Paços Ferreira (PL) | 1 - 2     | Marítimo (PL)         |
| Famalicão (LH)      | 1 - 3     | Sporting Lisbona (PL) |

| - C - campionato nel quale la squadra gioca |  | - II - II Divisione - LH - Liga de Honra - PL - Primeira Liga |

## Semifinali
| Locali (C)    | Risultato | Ospiti (C)            |
| Porto (PL)    | 2 - 1     | Sporting Lisbona (PL) |
| Boavista (PL) | 0 - 1     | Marítimo (PL)         |

| - C - campionato nel quale la squadra gioca |  | - PL - Primeira Liga |

## Finale
| Arbitro: | Jorge Coroado (Lisbona) |

|  |           |                       |
|  | Marcatori | 13’ Pena 79’ Aleničev |

| Marítimo | Porto |

### Formazioni
| Marítimo        |    |                 |     |     |
|                 |    |                 |     |     |
| POR             | 24 | Gilmar          |     |     |
| TD              | 23 | Lino            |     |     |
| DC              | 14 | Paulo Sérgio    |     |     |
| DC              | 5  | Jorge Soares () |     |     |
| TS              | 2  | Albertino       |     |     |
| CEN             | 10 | Bruno           | 66’ | 71’ |
| CC              | 11 | Ilian Iliev     |     | 64’ |
| CC              | 21 | Mariano         |     |     |
| AD              | 30 | Joel Santos     |     | 80’ |
| AS              | 20 | Joaquim Ferraz  |     |     |
| ATT             | 13 | Hugo Porfírio   |     |     |
| A disposizione: |    |                 |     |     |
| POR             | 1  | Nélson          |     |     |
| DIF             | 3  | Carlos Jorge    |     |     |
| CEN             | 7  | Zeca            |     | 80’ |
| CEN             | 22 | Bakero          |     | 64’ |
| ATT             | 9  | Marius Șumudică |     | 71’ |
| Allenatore:     |    |                 |     |     |
| Nelo Vingada    |    |                 |     |     |

| Porto           |    |                   |     |     |
|                 |    |                   |     |     |
| POR             | 55 | Sergej Ovčinnikov |     |     |
| TD              | 7  | Carlos Secretário |     |     |
| DC              | 2  | Jorge Costa ()    |     |     |
| DC              | 13 | Jorge Andrade     |     |     |
| TS              | 3  | Fernando Nélson   |     |     |
| CEN             | 5  | Carlos Paredes    |     | 46’ |
| CC              | 10 | Deco              |     |     |
| CC              | 15 | Dmitrij Aleničev  | 79’ |     |
| AD              | 21 | Capucho           |     | 85’ |
| AS              | 28 | Clayton           |     | 80’ |
| ATT             | 31 | Pena              |     |     |
| A disposizione: |    |                   |     |     |
| POR             | 44 | Pedro Espinha     |     |     |
| DIF             | 25 | Cândido Costa     |     | 80’ |
| CEN             | 20 | Paulinho Santos   |     | 46’ |
| CEN             | 23 | Silvio Marić      |     |     |
| CEN             | 29 | António Folha     |     | 85’ |
| Allenatore:     |    |                   |     |     |
| Fernando Santos |    |                   |     |     |